# Feniarco

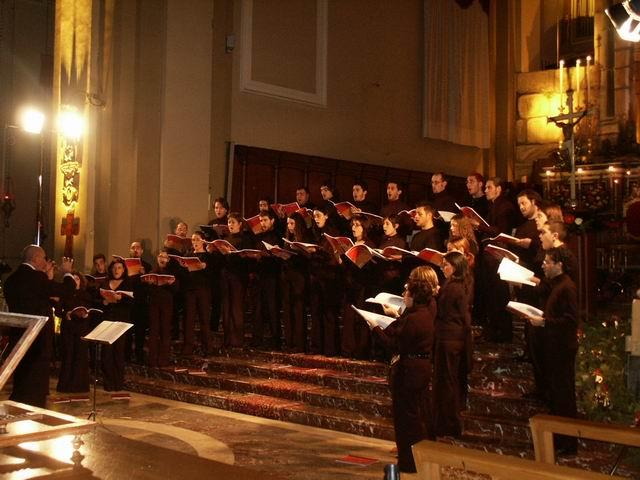
il Coro Giovanile Italiano nel 2006

La Feniarco (acronimo di Federazione Nazionale Italiana delle Associazioni Regionali Corali) è una federazione italiana fondata nel 1984 che associa attualmente oltre 2.700 cori.

## Storia
La Feniarco è stata costituita originariamente per volontà di otto associazioni corali regionali:
- ACT - Associazione Cori della Toscana
- AERCO - Associazione Emiliano Romagnola Cori
- ARCA - Associazione Regionale Cori dell'Abruzzo
- ARCL - Associazione Regionale Cori del Lazio
- ASAC - Associazione per lo Sviluppo delle Attività Corali del Veneto
- Federazione Cori del Trentino
- USCI FVG - Unione Società Corali del Friuli-Venezia Giulia
- USCI Lombardia - Unione delle Società Corali della Lombardia

## Associazioni regionali
Associazioni regionali appartenenti a Feniarco:
- A.R.C.A.  - Associazione Regionale Cori d'Abruzzo
- Federazione Cori dell'Alto Adige
- A.BA.CO.  - Associazione Basilicata Cori
- O.C.C.    - Organizzazione Cori Calabria
- A.R.C.C.  - Associazione Regionale Cori Campani
- A.E.R.CO. – Associazione Emiliano Romagnola Cori
- U.S.CI. FVG - Unione Società Corali del Friuli-Venezia Giulia
- A.R.C.L. – Associazione Regionale Cori del Lazio
- A.CO.L.  - Associazione Gruppi Corali Liguri
- Cori Lombardia APS
- A.R.CO.M.- Associazione Regionale Cori Marchigiani
- A.CO.M.  - Associazione Cori Molise
- A.C.P.   - Associazione Cori Piemontesi
- A.R.CO.PU. - Associazione Cori Pugliesi
- A.R.S.Cori   - Associazione Regionale Cori Siciliani
- FE.R.S.A.CO. - Federazione Regionale Sarda Associazioni Corali
- A.C.T.    – Associazione Cori della Toscana
- Federazione Cori del Trentino
- A.R.C.UM. - Associazione Regionale Cori Umbria
- A.R.CO.VA. - Associazione Regionale Cori Valle d'Aosta
- A.S.A.C.   - Associazione per lo Sviluppo delle Attività Corali del Veneto

## I presidenti

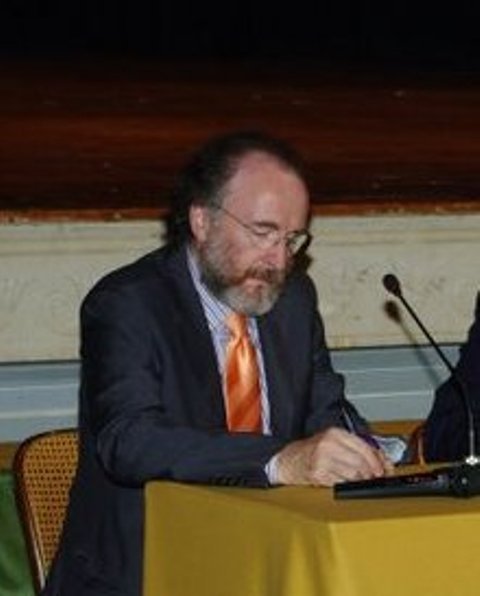
Sante Fornasier presidente Feniarco dal 1999 al 2017

Il primo presidente della Federazione fu Giorgio Cogoli (Federazione Cori del Trentino), che rimase in carica due anni. 
A cavallo tra il 1986 e il 1987 fu alla presidenza della federazione Luciano Chailly, e nel 1987 l'Assemblea nazionale riunita a Perugia, eleggerà l'allora vicepresidente dell'ASAC Veneto, Dino Stella, che rimarrà in carica per quattro mandati, fino al 1999. Dal 1999 l'Associazione è guidata da Sante Fornasier, che è stato riconfermato nell'assemblea di Castelfranco Veneto (Tv) del marzo 2011 con la nomina di due vicepresidenti, anch'essi riconfermati, Pierfranco Semeraro e Alvaro Vatri.
Nel 2009 Sante Fornasier è stato eletto presidente di Europa Cantat (dal 2011 European Choral Association-Europa Cantat), la più grande associazione europea rivolta al canto corale, primo italiano nella storia a ricoprire questo ruolo, carica che ha ricoperto sino a novembre 2012. Nel 2014 sono stati eletti come vicepresidenti Gianni Vecchiati e Vicente Pepe a fianco del presidente, riconfermato, Sante Fornasier. Dal 2017 il presidente è Ettore Galvani mentre la carica di vicepresidente è ricoperta da Luigi Gnocchini e Stefano Trimboli.

## Lo scopo federativo
L'impegno dei primi anni è soprattutto quello di strutturare la Federazione, aggregando tutte le associazioni regionali e promuovendone la costituzione nelle regioni dove essa è assente. L'obbiettivo viene raggiunto nel 1999, quando le associazioni iscritte diventano 21 (il Trentino-Alto Adige conta due federazioni, per le province di Trento e di Bolzano).
Con lo scopo di promuovere e dare rinnovato impulso alla coralità italiana sono ideate diverse iniziative: la rivista nazionale dei cori ("Feniarco notizie" fino al 1999, "Choraliter" dal 2000), i festival, i seminari per direttori e per cantori, il Coro Giovanile Italiano, l'attività editoriale, i progetti riservati alle Associazioni di Promozione Sociale e numerose altre iniziative.

## Promozione dell'attività corale
Oggi la Feniarco si caratterizza come un centro di promozione della coralità, promozione che affronta su più piani, mirando sia a diffondere il più possibile la presenza dei cori (un coro in ogni scuola, un coro in ogni paese…) sia a creare le condizioni per l'emergere di eccellenze, attraverso la formazione degli operatori. Soprattutto Feniarco mira a porsi come momento di incontro tra i vari attori della coralità: i cantori, direttori, i compositori, i centri di formazione istituzionali (conservatori) e non, il mondo della scuola.

## Commissione artistica
La commissione artistica, presieduta da Sante Fornasier, propone e valuta i programmi formativi e artistici dell'associazione ed è composta da otto membri eletti dall'assemblea e presieduta dal presidente nazionale. Fra questi è il compositore bolognese Daniele Venturi.

## Attività in corso

### Formazione e attività concertistica
- Accademia europea per direttori di coro e per cantori a Fano
- Seminario europeo per giovani compositori a Aosta.
- Coro Giovanile Italiano, diretto attualmente da Petra Grassi e Davide Benetti.
- Festival di Primavera a Montecatini Terme (PT) manifestazione dedicata ai giovani coristi delle scuole medie e superiori che vede la presenza di migliaia di ragazzi provenienti da tutta Italia.
- Salerno Festival per cori di qualsiasi genere e formazione a Salerno
- Coro Lab, progetto formativo per i direttori dei cori scolastici
- Progetto Officina corale del futuro per la creazione e/o lo sviluppo dei cori giovanili regionali

### Editoria
- Choraliter, rivista quadrimestrale dell'associazione
- Antologie di Choraliter, pubblicazione annuale per l'aggiornamento del repertorio
- Melos, collana di nuove composizioni per coro di autori italiani
- Giro Giro canto, collana di composizioni inedite per cori di bambini
- Teenc@nta, composizioni inedite per cori giovanili
- Il respiro è già canto (Fosco Corti), appunti di direzione corale a cura di Dario Tabbia.
- Voci & Tradizione dedicato alle elaborazioni di Canti popolari italiani provenienti dalla tradizione orale.
- Canto Popolare e Canto Corale. A cura di Giorgio Monari
- Indirection dedicato alle competenze non musicali dei direttori di cori a cura di Fabiana Gatti e Simone Scerri
- Elementi di base nella tecnica della direzione a cura di Pier Paolo Scattolin

## Attività passata
- Settimana internazionale di canto corale "Alpe Adria Cantat" a Lignano Sabbiadoro (UD)
- International Study Tour, atelier riservato ai direttori di coro a Lignano Sabbiadoro (UD)
- Festival Europa Cantat XVIII Torino 2012 a Torino
- International Competition for Young Choral Conductors nel 2015 a Torino